# Melanostomias vierecki
Melanostomias vierecki is een straalvinnige vissensoort uit de familie van Stomiidae. De wetenschappelijke naam van de soort is voor het eerst geldig gepubliceerd in 1934 door Fowler.